# Аделаида (регент Голландии)
Аделаида (нидерл. Aleide, ок.1230 — 9 апреля 1284) — графиня Эно. Её потомки стали графами Голландии.

## Биография
Аделаида была дочерью графа Голландии Флориса IV и Матильды Брабантской. 9 октября 1246 года она вышла замуж за Жана I д’Авен, графа Эно. Как и её мать, она стала покровительницей религии — это, в частности, отразилось в том, что трое из её сыновей стали епископами, а её единственная дочь — аббатисой.
В 1258 году скончался её старший брат Флорис де Воогд, бывший опекуном при её племяннике Флорисе V. Аделаида стала вместо Флориса де Воогда регентом Голландии, и управляла графством до совершеннолетия Флориса V, наступившего в 1263 году; однако и после этого она продолжала быть его советником — так, в 1275 году по её совету он дал Схидаму городские права.
Якоб ван Марлант — величайший фламандский поэт XIII века — посвятил Аделаиде свою первую поэму.

## Семья и дети
9 октября 1246 года Аделаида вышла замуж за Жана I д’Авен, графа Эно.
Дети:
- Жан II (1247 — 22 августа 1304), граф Эно (Геннегау) с 1280, граф Голландии и Зеландии с 1299.
- Жанна (ум. до 1304), аббатиса в Флине
- Бушар (26 мая 1251 — 29 ноября 1296), епископ Меца с 1283.
- Ги (1253 — 28 мая 1317), епископ Утрехта с 1301.
- Гильом (1254—1296), епископ Камбре с 1286.
- Флорис (1255 — 23 января 1297), штатгальтер Зеландии, князь Ахейский с 1289.